# Alpmeister

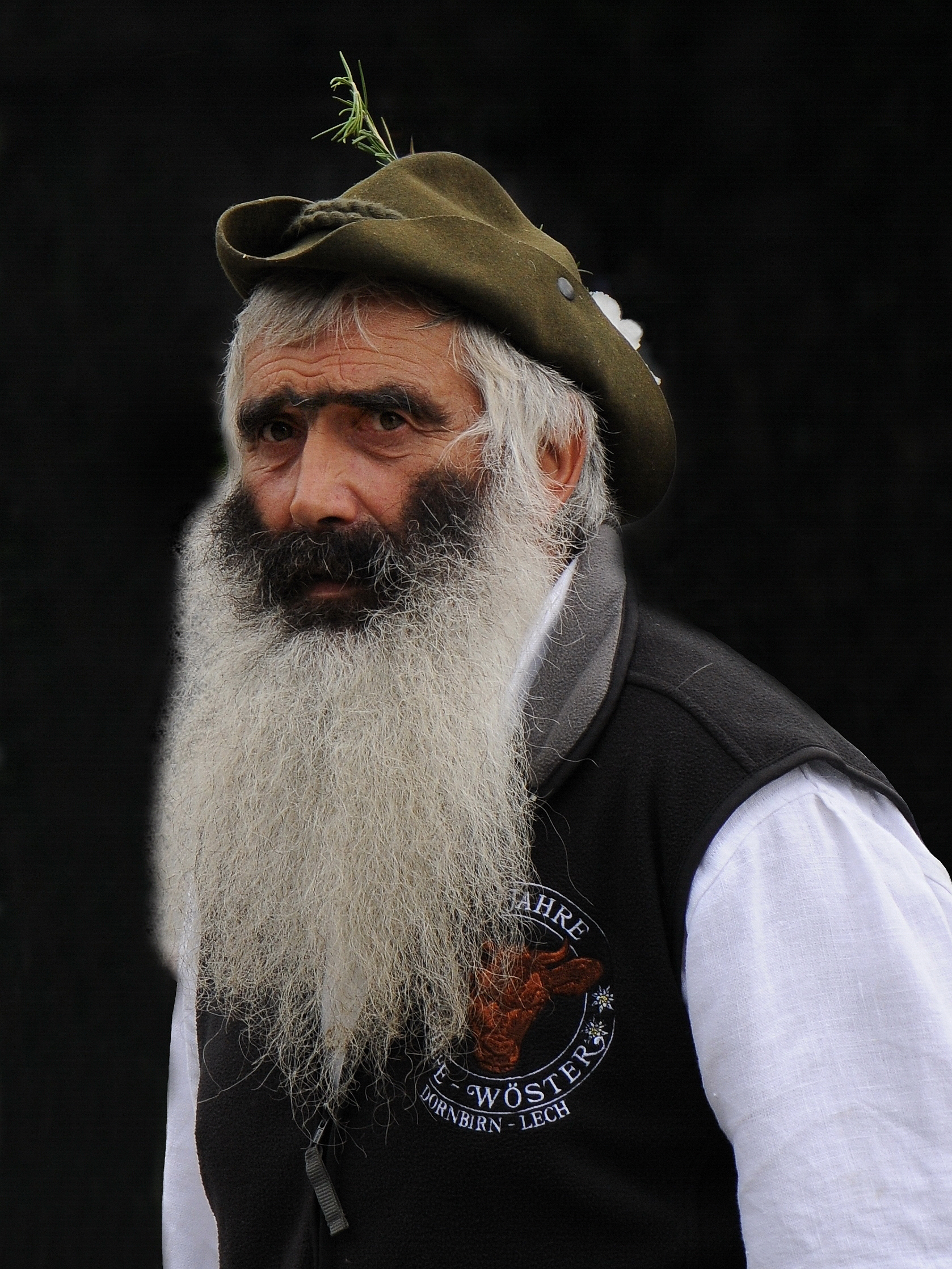
Alpmeister

Alpmeister (früher auch: Alpvogt oder Alb(en)meister, Allmendmeister, Alpherr, Alpleider, Alpschätzer, Alpschirmer, Alpzähler oder auch Bannwart) bezeichnet die wichtigste leitende Position bei der Führung und Verwaltung einer Alpe.

## Name
Alpmeister bezeichnet den Leiter der Alpe und den Vorgesetzten der Mitarbeiter der Alpe. Auch in der synonymen Verwendung im Sinne eines „Alpvogts“ bezeichnet dies einen umfassenden „Verwalter“ der Alpe.

## Stellung
Der Alpmeister ist in der arbeitsteiligen Gemeinschaft einer Alpe (Alm) in der obersten Verantwortungsstufe. Um Alpmeister zu werden, ist grundsätzlich keine eigene Ausbildung erforderlich. Im Regelfall durchläuft der Alpmeister vorher alle Positionen auf der Alpe mehr oder weniger lang (Kleinhirte, Großhirte bzw. Meisterhirte, Senn), lernt von den Älteren und wird dann erst nach dem praktischen Nachweis seiner Eignung für eine Führungsposition Alpmeister.
Dementsprechend ist auch die Hierarchie auf der Alpe aufgebaut: Alpgenossen/Gemeinde – Alpmeister – Senn – Hirten – Kleinhirten.

## Tätigkeit
Der Alpmeister trägt neben seiner Leitungsfunktion und Streitschlichtungsfunktion gegenüber den Mitarbeitern auf der Alpe auch die Verantwortung gegenüber der Alpgenossenschaft bzw. Gemeinde und auch den Bauern, die ihre Tiere zur Sömmerung auf die Alpe bringen. Zusätzlich ist er für die Einhaltung der gesetzlichen Vorgaben verantwortlich sowie für die Rechnungslegung und die Durchführung bzw. Veranlassung von Reparaturen an den Alpgebäuden und Maschinen. Die Tätigkeit ist nicht daran gebunden, dass der Alpmeister täglich vor Ort auf der Alpe ist. Bei größeren Alpen können auch zwei oder mehr Alpmeister eingesetzt sein, die wiederum einzelne Aufgaben delegieren können. Der Alpmeister wird vom Eigentümer der Alpe (z. B. einer Gemeinde) ernannt oder von den Alpgenossen gewählt (bei einer Genossenschaftsalpe).

## Aufgaben
(Beispiele)
- Vertretung der Alpe nach außen (Einschränkungen möglich),
- Sorgetragung für ausreichende Viehanmeldungen,
- Entgegennahme der Viehanmeldungen und Überprüfung der Alpungsfähigkeit der Tiere (grundsätzlich nur gesunde, kräftige Tiere),
- Anstellungsverhandlungen mit dem Alppersonal und Zuweisung der Aufgabenbereiche sowie die Kontrolle, dass diese ordnungsgemäß erfüllt werden,
- Organisation der unentgeltlichen Arbeitsleistungen (Frondienste) durch die Alpgenossen. Werden Arbeitsstunden abgegolten, so werden in der Regel nur solche anerkannt, die vom Alpmeister in Auftrag gegeben wurden,
- Organisation von Geräten, Hilfsmitteln, Holz, Treibstoff, des Weidebetriebs, der Düngerverteilung usw.,
- Bereitstellen der Alpapotheke (allgemeinen Notfallversorgung) in Zusammenarbeit mit dem zuständigen Tierarzt,
- Ansprechperson und Streitschlichter für das Alppersonal,
- Ansprechperson für die Bauern (Bestösser) bezüglich des Alpbetriebs,
- allgemeine Organisation und Überwachung,
- Sorgetragung und Überwachung der Einhaltung der Alpvorschriften sowie der gesetzlichen Bestimmungen (auch zum Tierwohl),
- Überwachung der Milchmessung und Dokumentation,
- Organisation der Verteilung der Alpprodukte (z. B. Käse, Milch etc.)
- alleinige Anordnungsbefugnis bei Notfällen, Unwetter oder Schneeflucht.[8]